# Sulha
Pour un article plus général, voir Sulh.
La sulha est la forme du sulh, un processus traditionnel et islamique de résolution des conflits et de réconciliation, présente au sein des communautés arabes du Moyen-Orient et en particulier dans la société palestinienne. Ce concept, profondément enraciné dans la culture locale, offre une alternative à la justice formelle et vise à restaurer l'harmonie sociale en rétablissant les relations entre les parties en conflit.

## Origines et signification

Sulha en avril 1943.

Le mot sulha (de s-l-h, صُلْح) signifie la réconciliation ou la paix. La sulha repose sur des principes de médiation issus de la tradition islamique et de la coutume locale. Ce processus sert de réponse aux conflits interpersonnels et communautaires, fournissant une approche informelle pour résoudre les différends.
Selon Andrew Fallon, la sulha est pleinement une forme de justice réparatrice, dans laquelle l'islam et la coutume palestinienne s'entremêlent, et qui permet de rendre justice à la fois aux individus et à la société. Cette institution est apparentée aux concepts de tahkim et de wisata.

## Principes
Il y a une très grande diversité dans les manières de pratiquer et d'appliquer la sulha. Les trois piliers de la sulha sont la musamaha (le pardon), la musafaka (la poignée de mains), et la mumalaha (le repas partagé). Selon Abdallah Rizal Maulana, la sulha s'enracine dans le droit islamique non seulement à travers le principe de pardon, mais aussi à travers les principes d'hospitalité et de repentance.

## Procédure

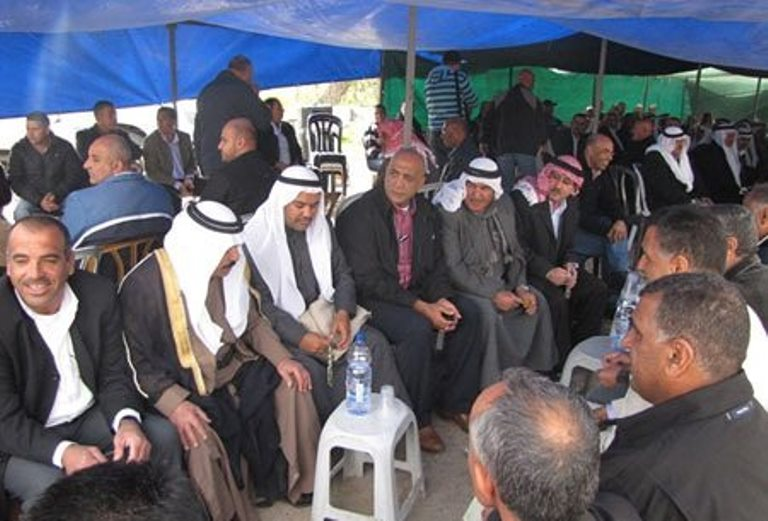
Sulha entre deux familles en 2015.

La sulha implique généralement l'intervention de médiateurs, appelés "sulh". Ces médiateurs sont souvent des figures respectées au sein de la communauté, choisies pour leur impartialité et leur capacité à faciliter la réconciliation. Le processus commence par la convocation des parties en conflit devant les médiateurs, qui cherchent à comprendre les causes profondes du différend.
La discussion, principalement menée en arabe bédouin, se déroule dans un cadre informel, parfois au sein d'une mosquée, d'une maison communautaire ou d'un lieu neutre. Les médiateurs encouragent un dialogue ouvert, cherchant à identifier les griefs et à faciliter une compréhension mutuelle entre les parties. Des réparations matérielles ou symboliques peuvent être suggérées, telles que des compensations financières, des excuses publiques ou des actes de bienfaisance.

## Comparaison avec la justice à l'occidentale
La sulha est relativement différente de la justice à l'occidentale, bien qu'il y ait des similitudes. Selon Kritz, la sulha satisfait le standard international de la rule of law.

## Importance culturelle et sociale

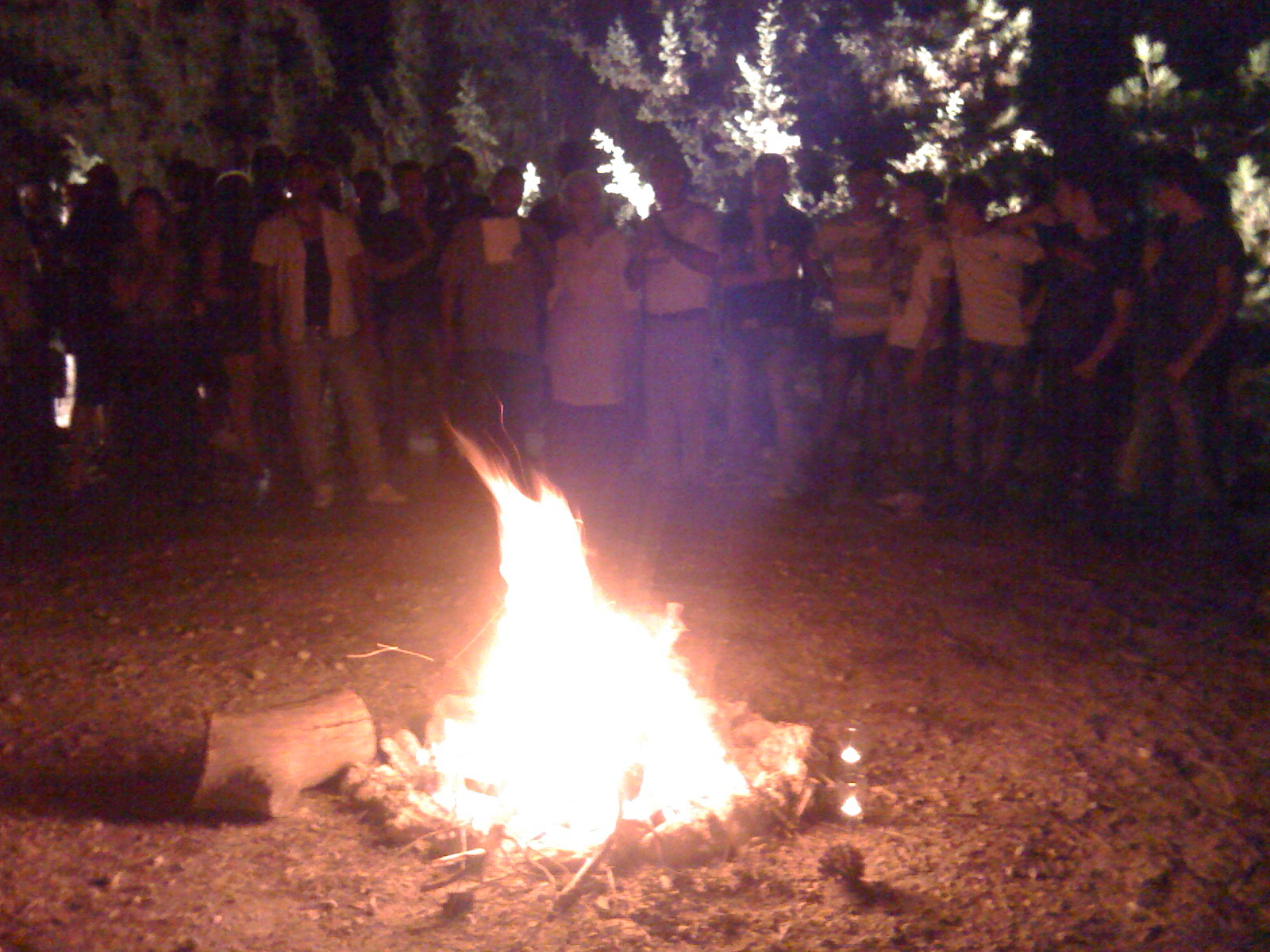
Sulha pour la réconciliation en Palestine: la sulha peut aussi être étendue aux conflits internationaux.

La sulha a souvent été préféré à la justice étatique formelle en raison de sa rapidité et de son accessibilité. Les enjeux politiques d'alignement avec les pouvoirs en place sont fortement présents dans les pratiques de la sulha, mais de manière extrêmement diverse et en interconnexion avec beaucoup d'autres questions sociales : la sulha peut être une forme de soutien au pouvoir tout comme une forme de résistance.
Selon Doron Pely, la sulha fait beaucoup appel à des notions d'honneur, qui est plus important dans la culture traditionnelle palestinienne que la notion d'intérêt personnel, et qui entremêle les dimensions émotionnelles et rituelles avec la dimension judiciaire.
Bien que la sulha soit ancrée dans la tradition, elle évolue constamment pour s'adapter aux réalités contemporaines. Des organisations non gouvernementales et des institutions ont cherché à formaliser et à promouvoir ce processus de résolution des conflits en fournissant une formation aux médiateurs et en sensibilisant à son importance, y compris dans le domaine environnemental. Les tribunaux israéliens ont aussi un rapport complexe à la sulha.